# Svatopluk Pluskal
Svatopluk Pluskal (ur. 28 października 1930 w Zlinie, zm. 29 maja 2005 w Uściu nad Łabą) – piłkarz czechosłowacki, jeden z najlepszych stoperów w historii czechosłowackiej piłki nożnej.
W czasie kariery piłkarskiej grał w Letnej Zlin, Dukli Praga i LIAZ-ie Jablonec. W reprezentacji Czechosłowacji występował w latach 1952–1965 i rozegrał dla niej 56 meczów.
Był trzykrotnym uczestnikiem finałów mistrzostw świata (1954, 1958 i 1962 – wicemistrz).
Po zakończeniu piłkarskiej kariery Pluskal pracował bez większych sukcesów jako trener.